# Gemeinden des Kantons Luzern

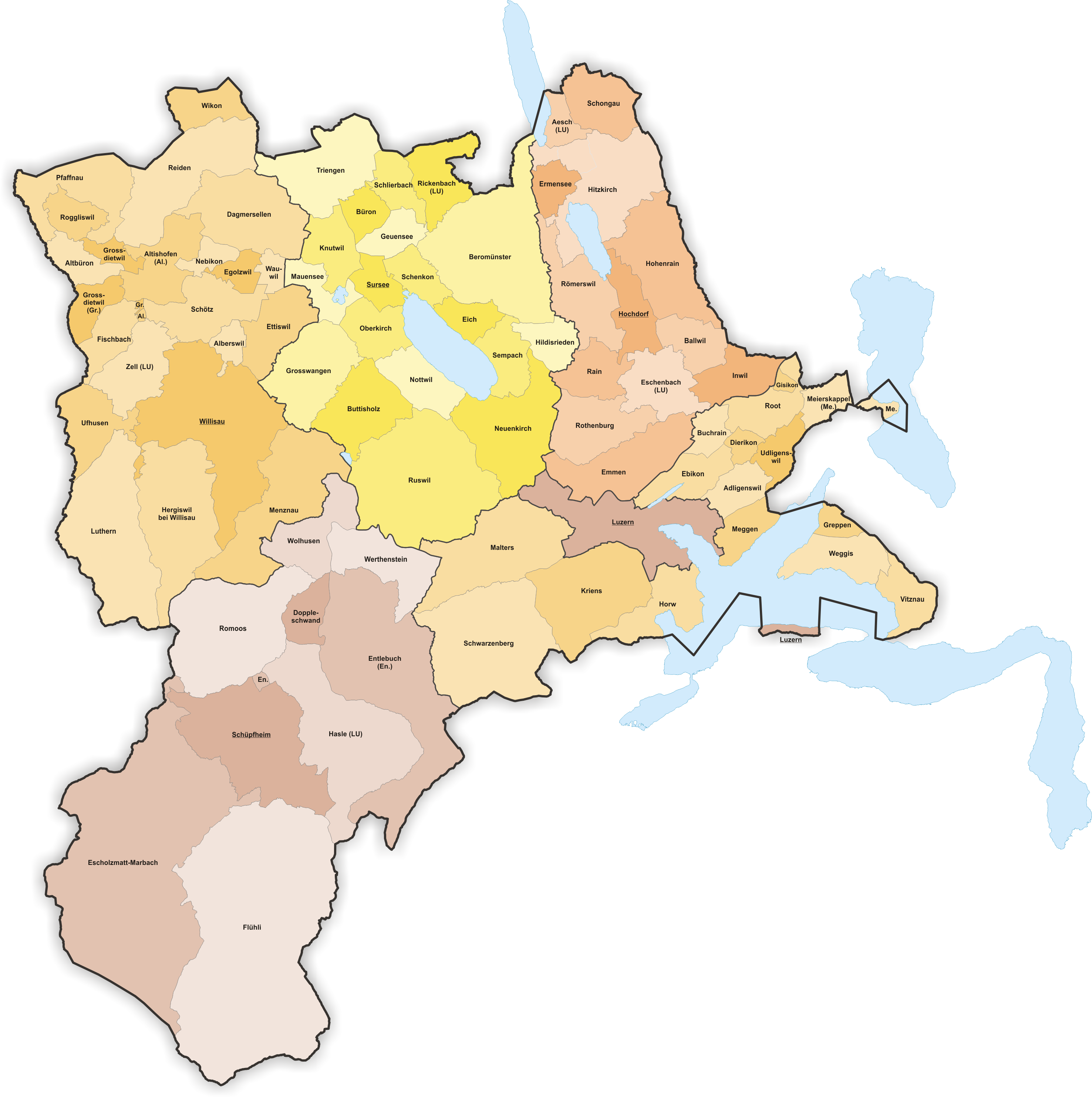
Politische Gemeinden des Kantons Luzern

Der Kanton Luzern umfasst 79 politische Gemeinden, die Einwohnergemeinden genannt werden (Stand: 1. Januar 2025).
Bemerkung zu den Tabellen: Angaben der Fläche gemäss LUSTAT Statistik Luzern, ausser der Angabe für die Stadt Luzern (Fusion mit Littau per 1. Januar 2010), jeweils ohne Seen.

## Gemeinden
| Wappen              | Gemeindename (schweizerdeutsch)               | Einwohner 31. Dezember 2023 | Fläche in km² | Einwohner pro km² | Amt bis 31. Dezember 2012 | Wahlkreis ab 1. Januar 2013 |
| ------------------- | --------------------------------------------- | --------------------------- | ------------- | ----------------- | ------------------------- | --------------------------- |
| Adligenswil         | Adligenswil (Adlige)                          | 5621                        | 6,99          | 804               | Luzern                    | Luzern-Land                 |
| Aesch               | Aesch (LU) (Äsch)                             | 1405                        | 4,61          | 305               | Hochdorf                  | Hochdorf                    |
| Alberswil           | Alberswil (Auberswiu)                         | 728                         | 3,53          | 206               | Willisau                  | Willisau                    |
| Altbüron            | Altbüron (Autbüre)                            | 1032                        | 6,75          | 153               | Willisau                  | Willisau                    |
| Altishofen          | Altishofen (Autishofe)                        | 2018                        | 14,32         | 141               | Willisau                  | Willisau                    |
| Ballwil             | Ballwil (Baubu)                               | 2821                        | 8,77          | 322               | Hochdorf                  | Hochdorf                    |
| Beromünster         | Beromünster (Möischter)                       | 6714                        | 42,13         | 159               | Sursee                    | Sursee                      |
| Buchrain            | Buchrain (Bueri)                              | 6782                        | 4,80          | 1413              | Luzern                    | Luzern-Land                 |
| Büron               | Büron (Büre)                                  | 2746                        | 5,37          | 511               | Sursee                    | Sursee                      |
| Buttisholz          | Buttisholz (Budishouz)                        | 3504                        | 16,71         | 210               | Sursee                    | Sursee                      |
| Dagmersellen        | Dagmersellen (Dammersöue)                     | 5878                        | 23,87         | 246               | Willisau                  | Willisau                    |
| Dierikon            | Dierikon (Dierike)                            | 1665                        | 2,78          | 599               | Luzern                    | Luzern-Land                 |
| Doppleschwand       | Doppleschwand (Dopplischwand)                 | 830                         | 6,95          | 119               | Entlebuch                 | Entlebuch                   |
| Ebikon              | Ebikon (Äbike)                                | 14'662                      | 9,68          | 1515              | Luzern                    | Luzern-Land                 |
| Egolzwil            | Egolzwil (Egouzwiu)                           | 1661                        | 4,18          | 397               | Willisau                  | Willisau                    |
| Eich                | Eich (Eich)                                   | 1669                        | 5,94          | 281               | Sursee                    | Sursee                      |
| Emmen               | Emmen (Ämme)                                  | 32'380                      | 20,37         | 1590              | Hochdorf                  | Hochdorf                    |
| Entlebuch           | Entlebuch (Äntlibuech)                        | 3387                        | 56,90         | 60                | Entlebuch                 | Entlebuch                   |
| Ermensee            | Ermensee (Ärmisee)                            | 1032                        | 5,69          | 181               | Hochdorf                  | Hochdorf                    |
| Eschenbach          | Eschenbach (LU) (Öschebach)                   | 3806                        | 13,21         | 288               | Hochdorf                  | Hochdorf                    |
| Escholzmatt-Marbach | Escholzmatt-Marbach (Äschlismatt-Marbach)     | 4474                        | 106,40        | 42                | Entlebuch                 | Entlebuch                   |
| Ettiswil            | Ettiswil (Ettiswiu)                           | 2878                        | 12,58         | 229               | Willisau                  | Willisau                    |
| Fischbach           | Fischbach (Feschbech)                         | 731                         | 8,05          | 91                | Willisau                  | Willisau                    |
| Flühli              | Flühli (Flüeli)                               | 1821                        | 108,17        | 17                | Entlebuch                 | Entlebuch                   |
| Geuensee            | Geuensee (Göiesee)                            | 2900                        | 6,47          | 448               | Sursee                    | Sursee                      |
| Gisikon             | Gisikon (Gisike)                              | 1503                        | 1,08          | 1392              | Luzern                    | Luzern-Land                 |
| Greppen             | Greppen (Greppe)                              | 1201                        | 3,32          | 362               | Luzern                    | Luzern-Land                 |
| Grossdietwil        | Grossdietwil (Grossdietu)                     | 904                         | 10,20         | 89                | Willisau                  | Willisau                    |
| Grosswangen         | Grosswangen (Grosswange)                      | 3450                        | 19,70         | 175               | Sursee                    | Sursee                      |
| Hasle               | Hasle (LU) (Hasli)                            | 1794                        | 40,31         | 45                | Entlebuch                 | Entlebuch                   |
| Hergiswil           | Hergiswil bei Willisau (Hergiswiu bi Wilisou) | 1928                        | 31,34         | 62                | Willisau                  | Willisau                    |
| Hildisrieden        | Hildisrieden (Höudisriede)                    | 2468                        | 7,04          | 351               | Sursee                    | Sursee                      |
| Hitzkirch           | Hitzkirch (Hetzchöuch)                        | 6030                        | 27,60         | 218               | Hochdorf                  | Hochdorf                    |
| Hochdorf            | Hochdorf (Hofdere)                            | 10'033                      | 9,63          | 1042              | Hochdorf                  | Hochdorf                    |
| Hohenrain           | Hohenrain (Hoonri)                            | 2452                        | 23,23         | 106               | Hochdorf                  | Hochdorf                    |
| Horw                | Horw (Horb)                                   | 15'475                      | 12,86         | 1203              | Luzern                    | Luzern-Land                 |
| Inwil               | Inwil (Eibu)                                  | 2919                        | 10,32         | 283               | Hochdorf                  | Hochdorf                    |
| Knutwil             | Knutwil (Chnuutu)                             | 2460                        | 9,74          | 253               | Sursee                    | Sursee                      |
| Kriens              | Kriens (Chriens)                              | 29'632                      | 27,30         | 1085              | Luzern                    | Luzern-Land                 |
| Luthern             | Luthern (Luutere)                             | 1265                        | 37,76         | 34                | Willisau                  | Willisau                    |
| Luzern              | Luzern (Lozärn)                               | 85'534                      | 29,11         | 2938              | Luzern                    | Luzern-Stadt                |
| Malters             | Malters (Mauters)                             | 7771                        | 28,57         | 272               | Luzern                    | Luzern-Land                 |
| Mauensee            | Mauensee (Mouesee)                            | 1532                        | 7,22          | 212               | Sursee                    | Sursee                      |
| Meggen              | Meggen (Megge)                                | 7771                        | 7,27          | 1069              | Luzern                    | Luzern-Land                 |
| Meierskappel        | Meierskappel (Mäierschappu, Chappu)           | 1580                        | 6,79          | 233               | Luzern                    | Luzern-Land                 |
| Menznau             | Menznau (Mänznou)                             | 3113                        | 30,34         | 103               | Willisau                  | Willisau                    |
| Nebikon             | Nebikon (Nebike, Näbike)                      | 2817                        | 3,73          | 755               | Willisau                  | Willisau                    |
| Neuenkirch          | Neuenkirch (Nöiechöuch)                       | 7222                        | 25,48         | 283               | Sursee                    | Sursee                      |
| Nottwil             | Nottwil (Nottu)                               | 4149                        | 10,33         | 402               | Sursee                    | Sursee                      |
| Oberkirch           | Oberkirch (Oberchöuch)                        | 5077                        | 9,10          | 558               | Sursee                    | Sursee                      |
| Pfaffnau            | Pfaffnau (Pfaffnou)                           | 2784                        | 17,68         | 157               | Willisau                  | Willisau                    |
| Rain                | Rain (Räin)                                   | 3129                        | 9,42          | 332               | Hochdorf                  | Hochdorf                    |
| Reiden              | Reiden (Räide)                                | 7492                        | 27,03         | 277               | Willisau                  | Willisau                    |
| Rickenbach          | Rickenbach (LU) (Reckebach)                   | 3695                        | 11,85         | 312               | Sursee                    | Sursee                      |
| Roggliswil          | Roggliswil (Roggliswiu/Roggu)                 | 789                         | 6,21          | 127               | Willisau                  | Willisau                    |
| Römerswil           | Römerswil (Römerswiu)                         | 1789                        | 16,60         | 108               | Hochdorf                  | Hochdorf                    |
| Romoos              | Romoos (Romoos)                               | 652                         | 37,39         | 17                | Entlebuch                 | Entlebuch                   |
| Root                | Root (Root)                                   | 6291                        | 9,90          | 635               | Luzern                    | Luzern-Land                 |
| Rothenburg          | Rothenburg (Rooteborg)                        | 7828                        | 15,49         | 505               | Hochdorf                  | Hochdorf                    |
| Ruswil              | Ruswil (Ruusmu)                               | 7472                        | 45,25         | 165               | Sursee                    | Sursee                      |
| Schenkon            | Schenkon (Schänke)                            | 3130                        | 6,74          | 464               | Sursee                    | Sursee                      |
| Schlierbach         | Schlierbach (Schlierpech)                     | 988                         | 7,17          | 138               | Sursee                    | Sursee                      |
| Schongau            | Schongau (Schoonge)                           | 1061                        | 12,43         | 85                | Hochdorf                  | Hochdorf                    |
| Schötz              | Schötz (Schööz)                               | 4924                        | 15,27         | 322               | Willisau                  | Willisau                    |
| Schüpfheim          | Schüpfheim (Schöpfe)                          | 4251                        | 38,38         | 111               | Entlebuch                 | Entlebuch                   |
| Schwarzenberg       | Schwarzenberg (Schwarzebärg)                  | 1792                        | 39,30         | 46                | Luzern                    | Luzern-Land                 |
| Sempach             | Sempach (Sämpech)                             | 4160                        | 8,91          | 467               | Sursee                    | Sursee                      |
| Sursee              | Sursee (Soorsi)                               | 10'810                      | 5,83          | 1854              | Sursee                    | Sursee                      |
| Triengen            | Triengen (Trienge)                            | 4811                        | 22,09         | 218               | Sursee                    | Sursee                      |
| Udligenswil         | Udligenswil (Udlige)                          | 2480                        | 6,22          | 399               | Luzern                    | Luzern-Land                 |
| Ufhusen             | Ufhusen (Ufhuuse)                             | 936                         | 12,21         | 77                | Willisau                  | Willisau                    |
| Vitznau             | Vitznau (Vetznau)                             | 1430                        | 8,92          | 160               | Luzern                    | Luzern-Land                 |
| Wauwil              | Wauwil (Wauwu)                                | 2599                        | 2,96          | 878               | Willisau                  | Willisau                    |
| Weggis              | Weggis (Wäggis)                               | 4644                        | 11,79         | 394               | Luzern                    | Luzern-Land                 |
| Werthenstein        | Werthenstein (Wärtischtei)                    | 2199                        | 15,80         | 139               | Entlebuch                 | Entlebuch                   |
| Wikon               | Wikon (Wikke)                                 | 1509                        | 8,28          | 182               | Willisau                  | Willisau                    |
| Willisau            | Willisau (Willisou)                           | 9149                        | 47,22         | 194               | Willisau                  | Willisau                    |
| Wolhusen            | Wolhusen (Wouhuuse)                           | 4561                        | 14,29         | 319               | Sursee                    | Entlebuch                   |
| Zell                | Zell (LU) (Zäu)                               | 2162                        | 13,91         | 155               | Willisau                  | Willisau                    |
| Total (80)          | Total (80)                                    | 432'744                     | 1493,52       | 290               | –                         | –                           |

## Veränderungen im Gemeindebestand

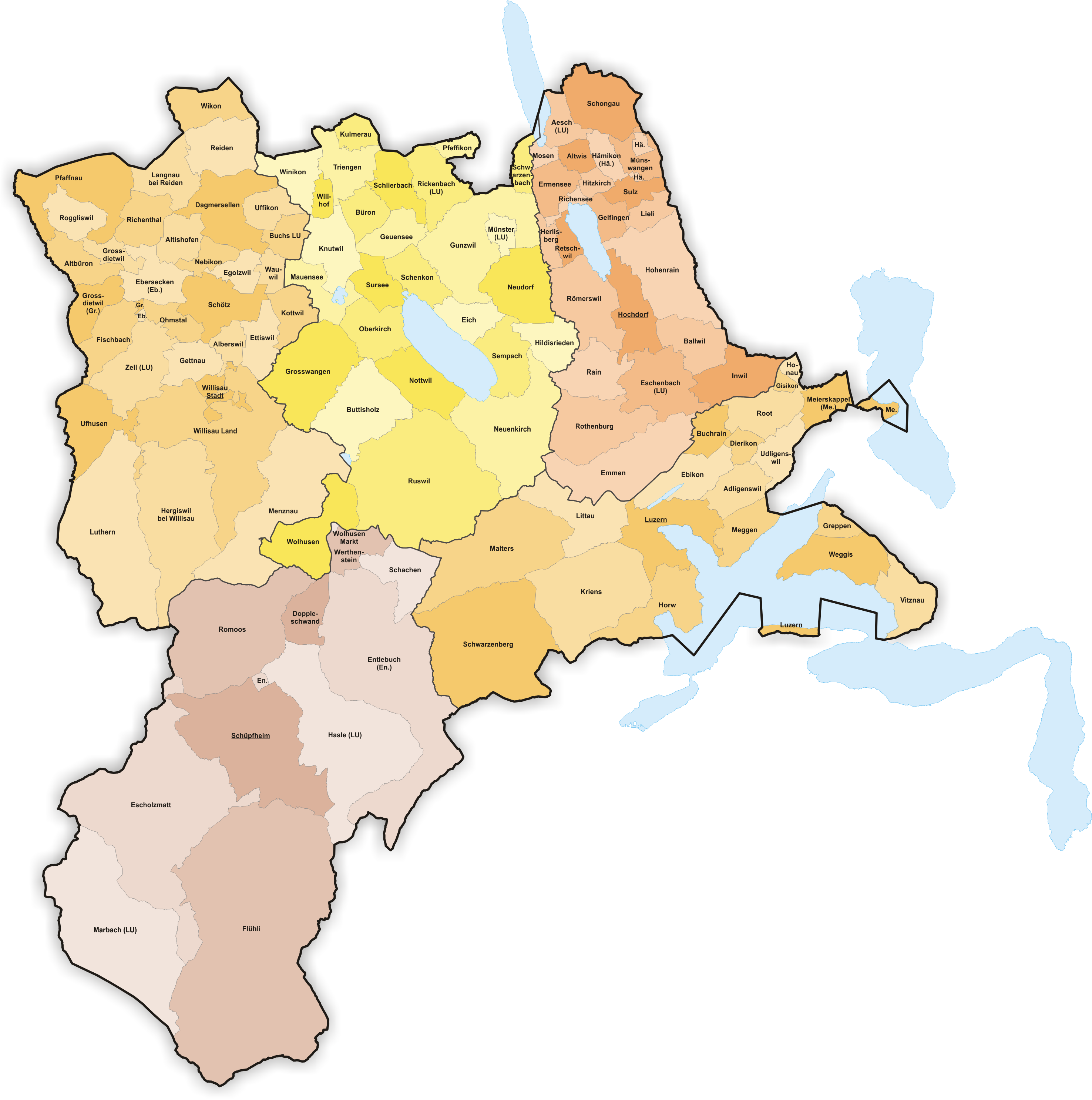
Gemeinden bis 1852
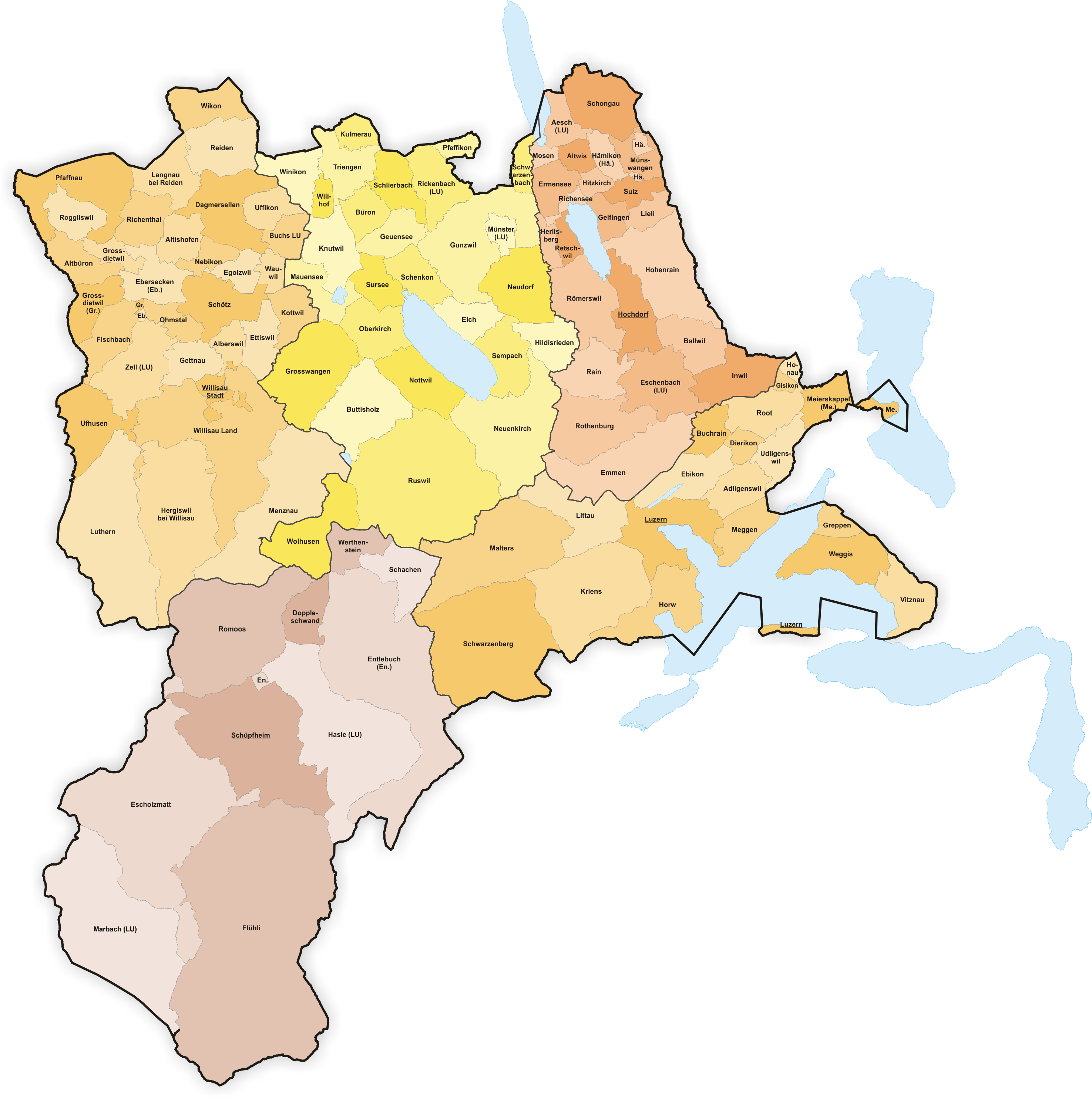
Gemeinden bis 1888
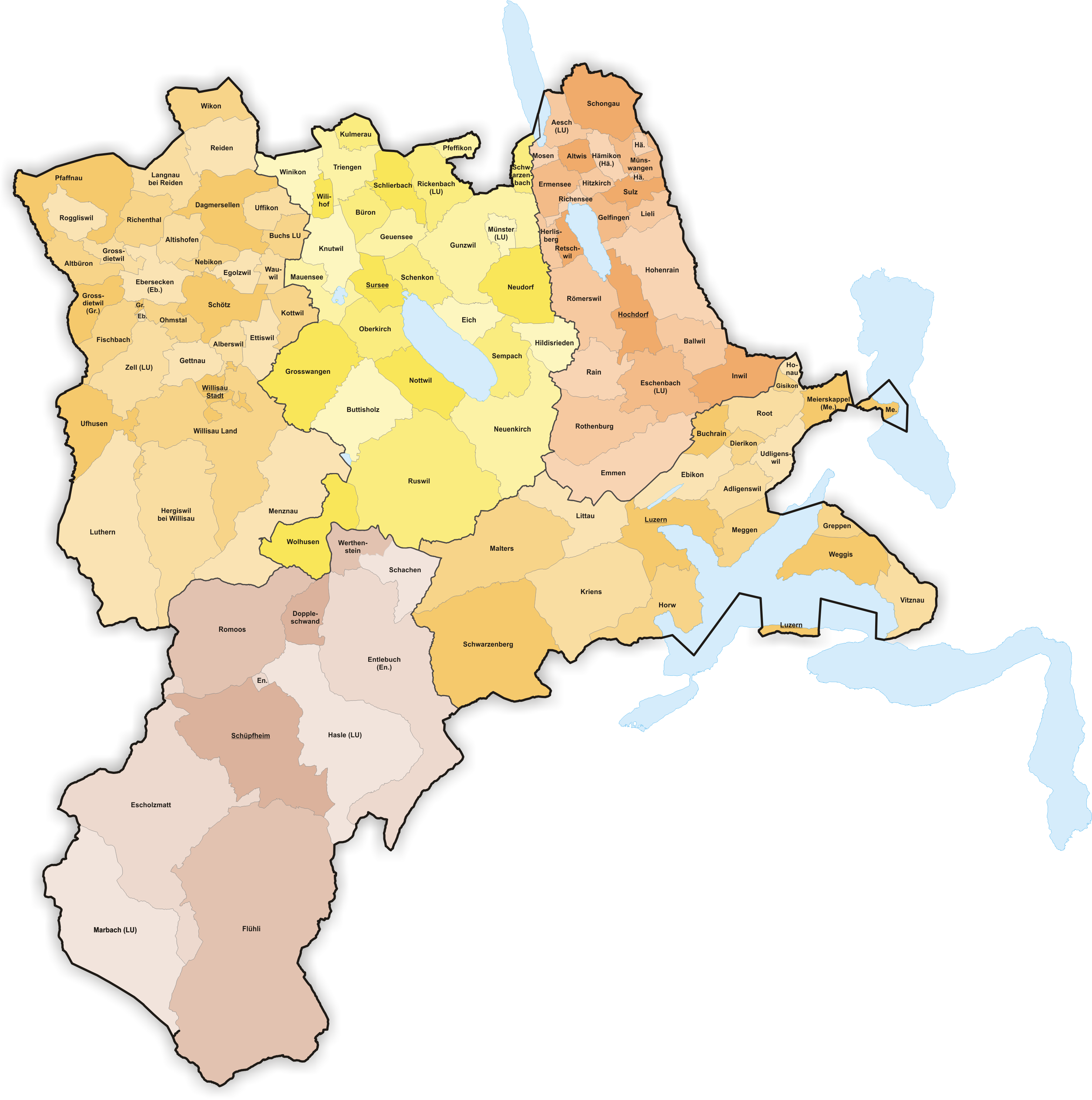
Gemeinden bis 1896
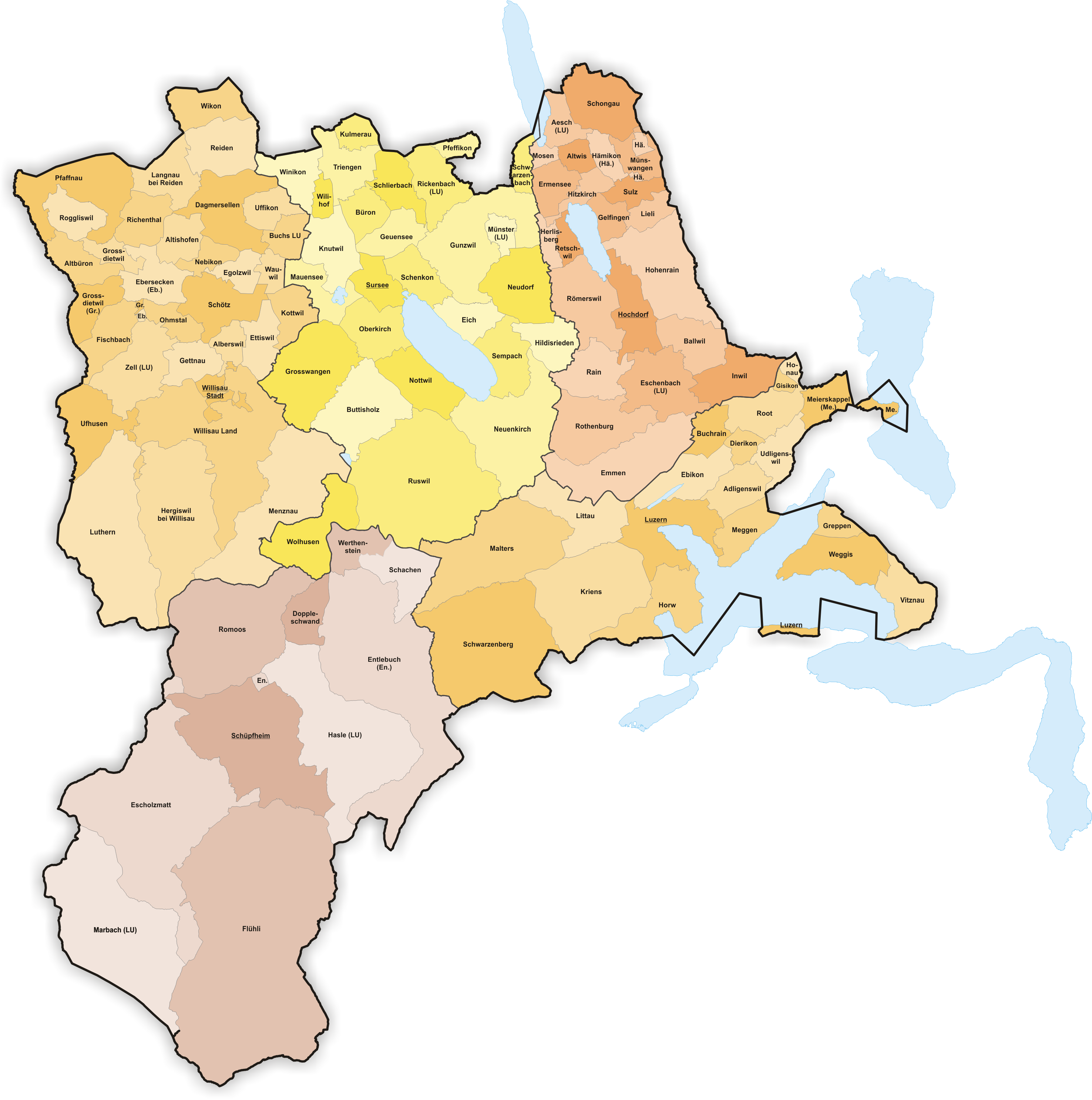
Gemeinden bis 1933
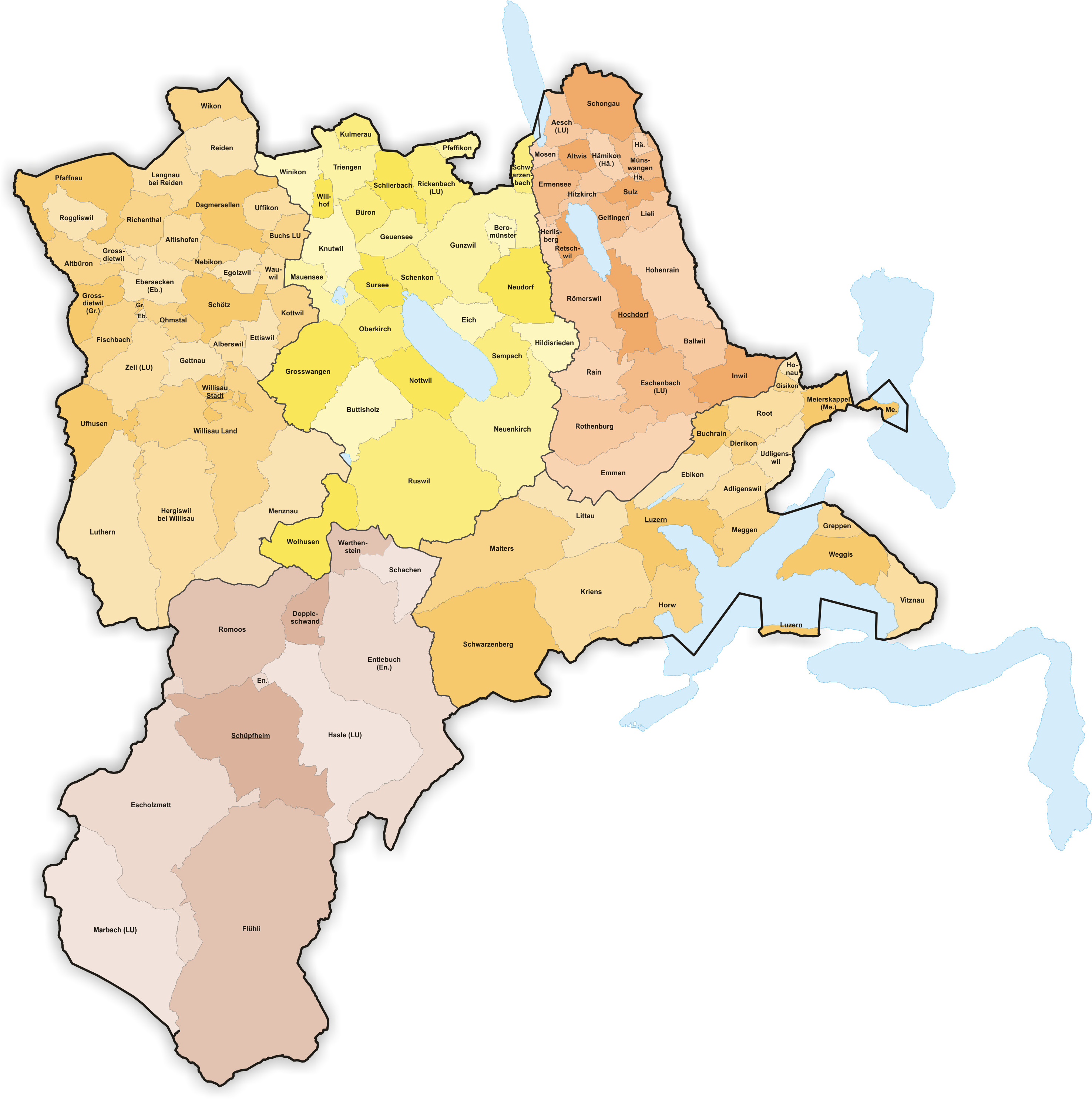
Gemeinden bis April 2004
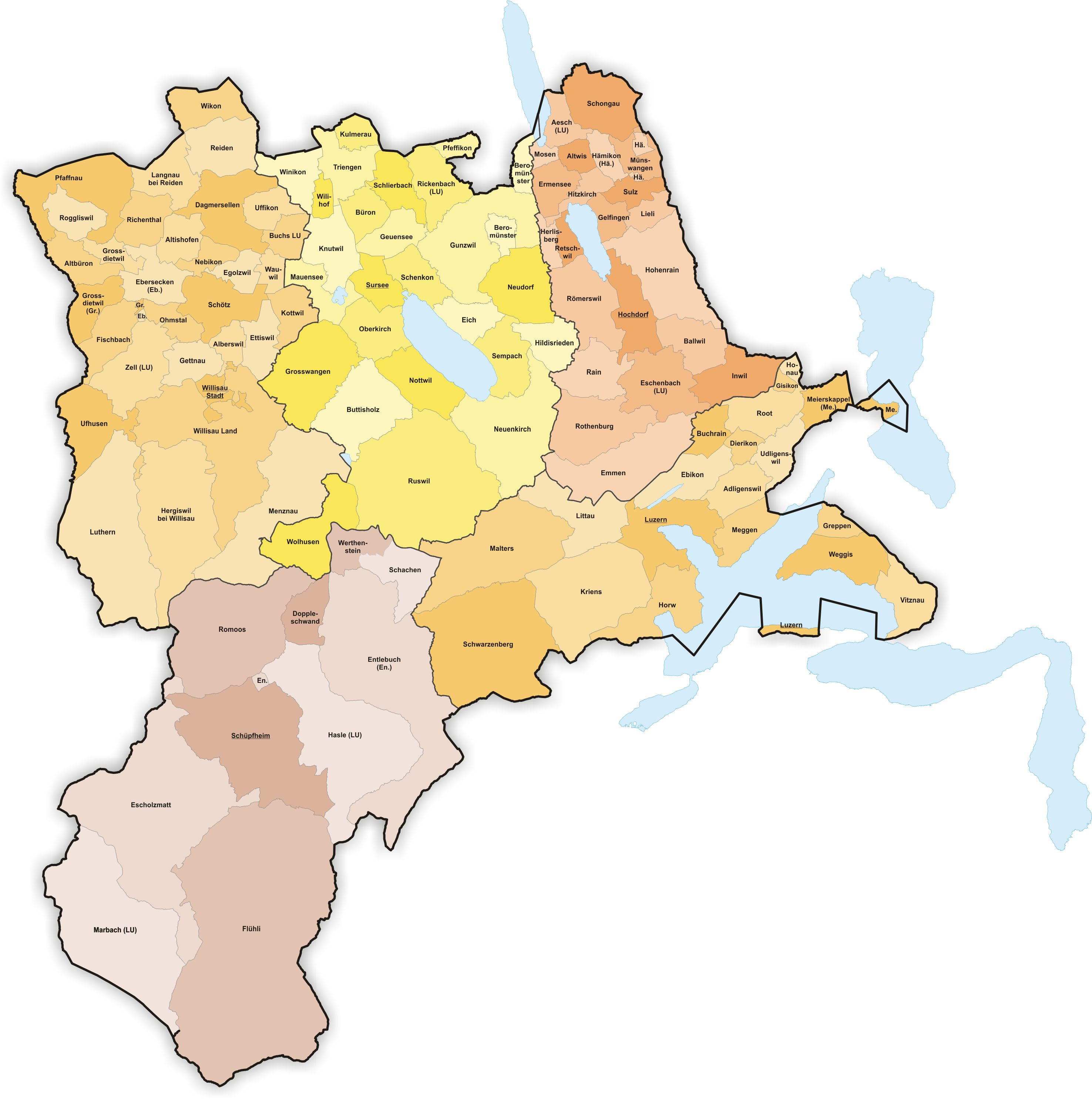
Gemeinden bis Dezember 2004
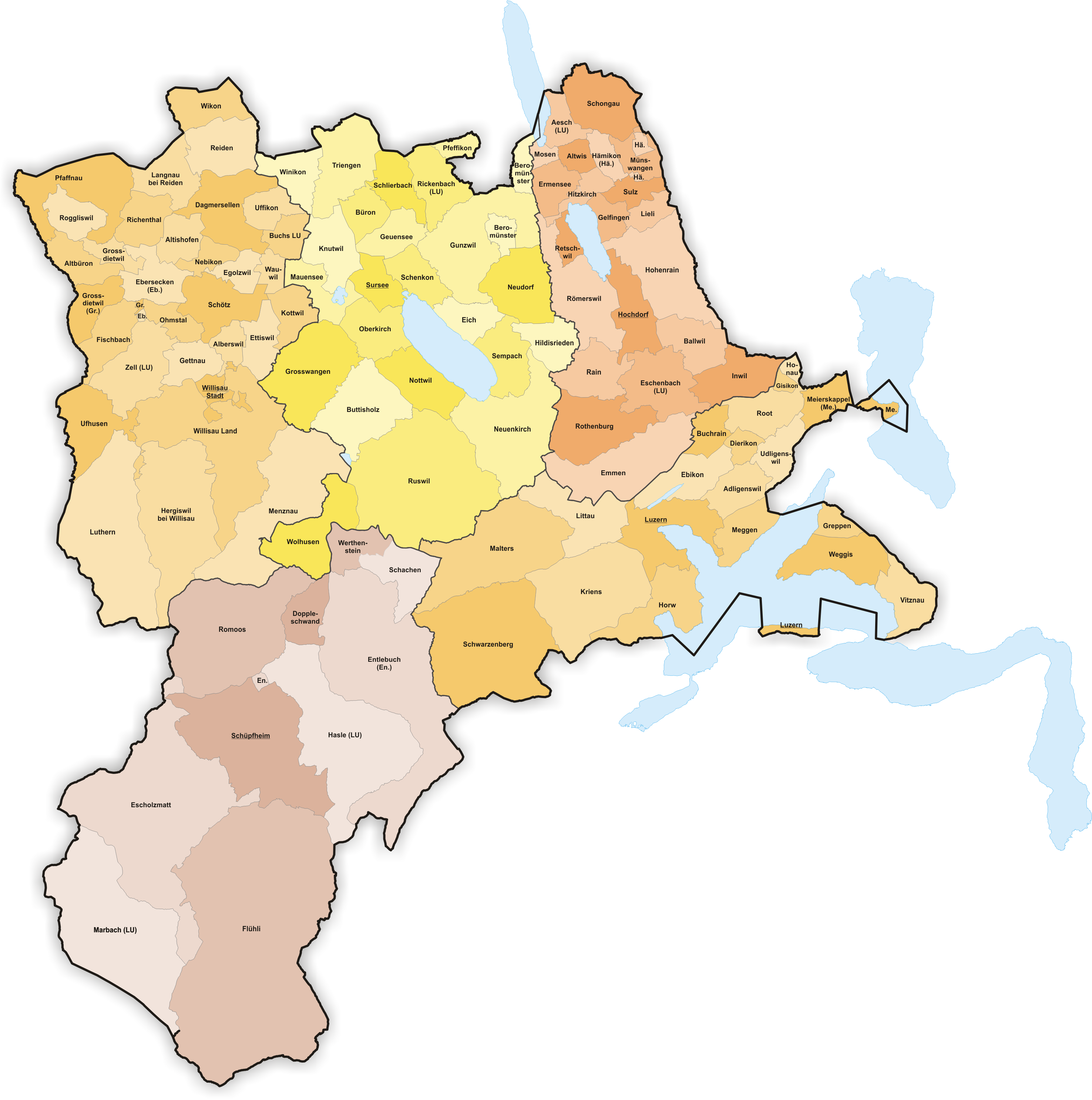
Gemeinden bis 2005
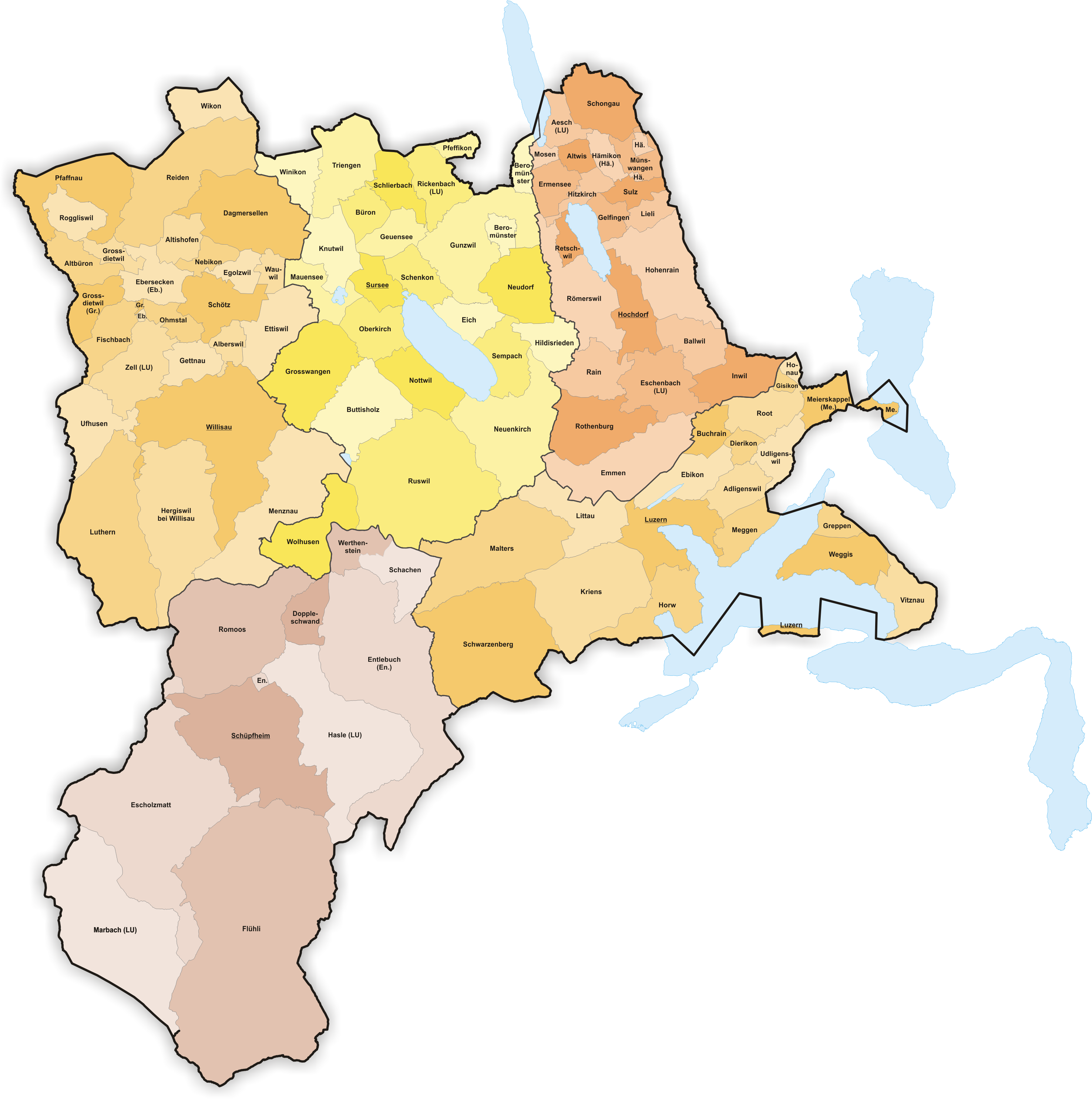
Gemeinden bis 2006
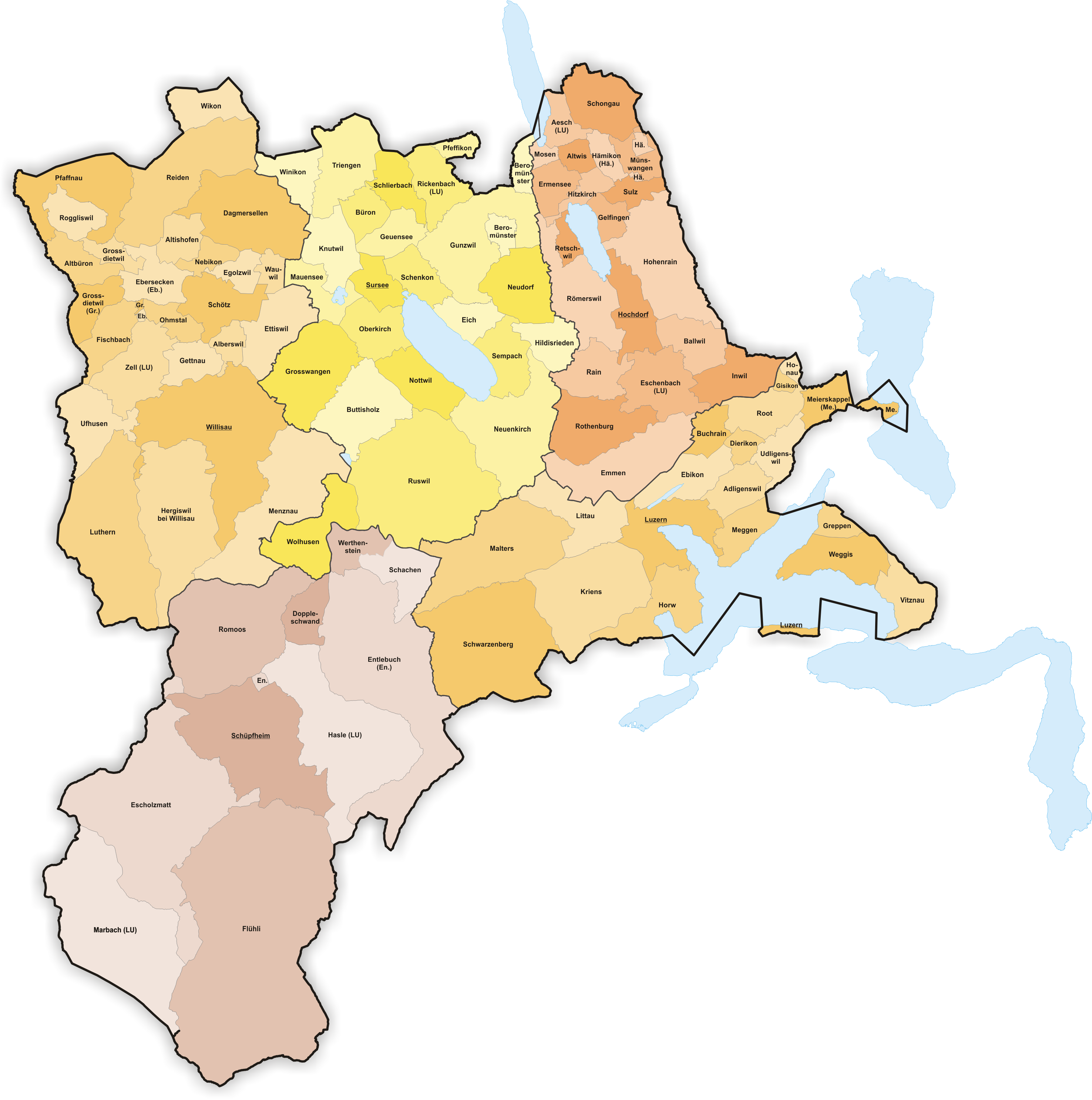
Gemeinden bis 2009
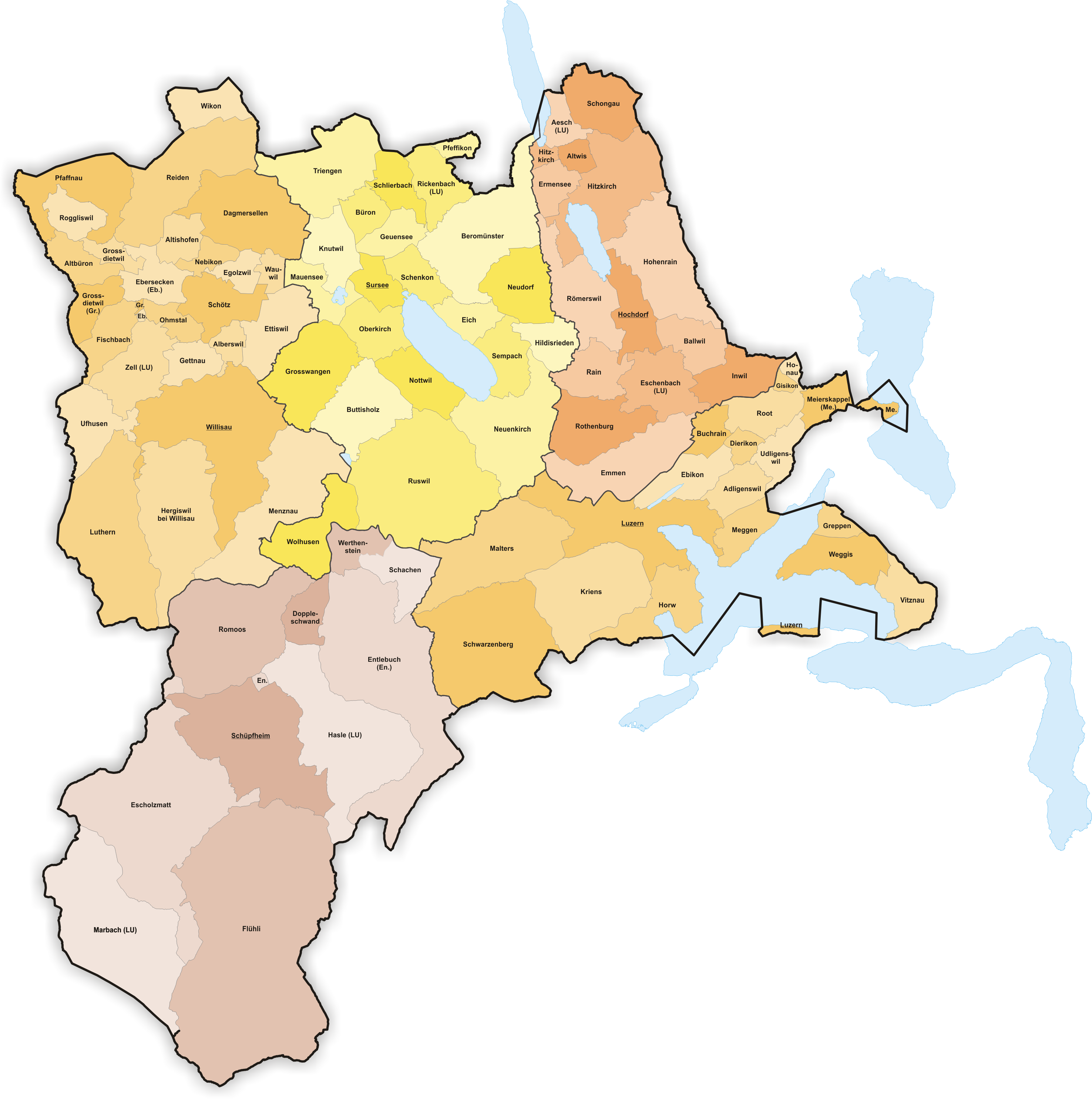
Gemeinden bis 2012
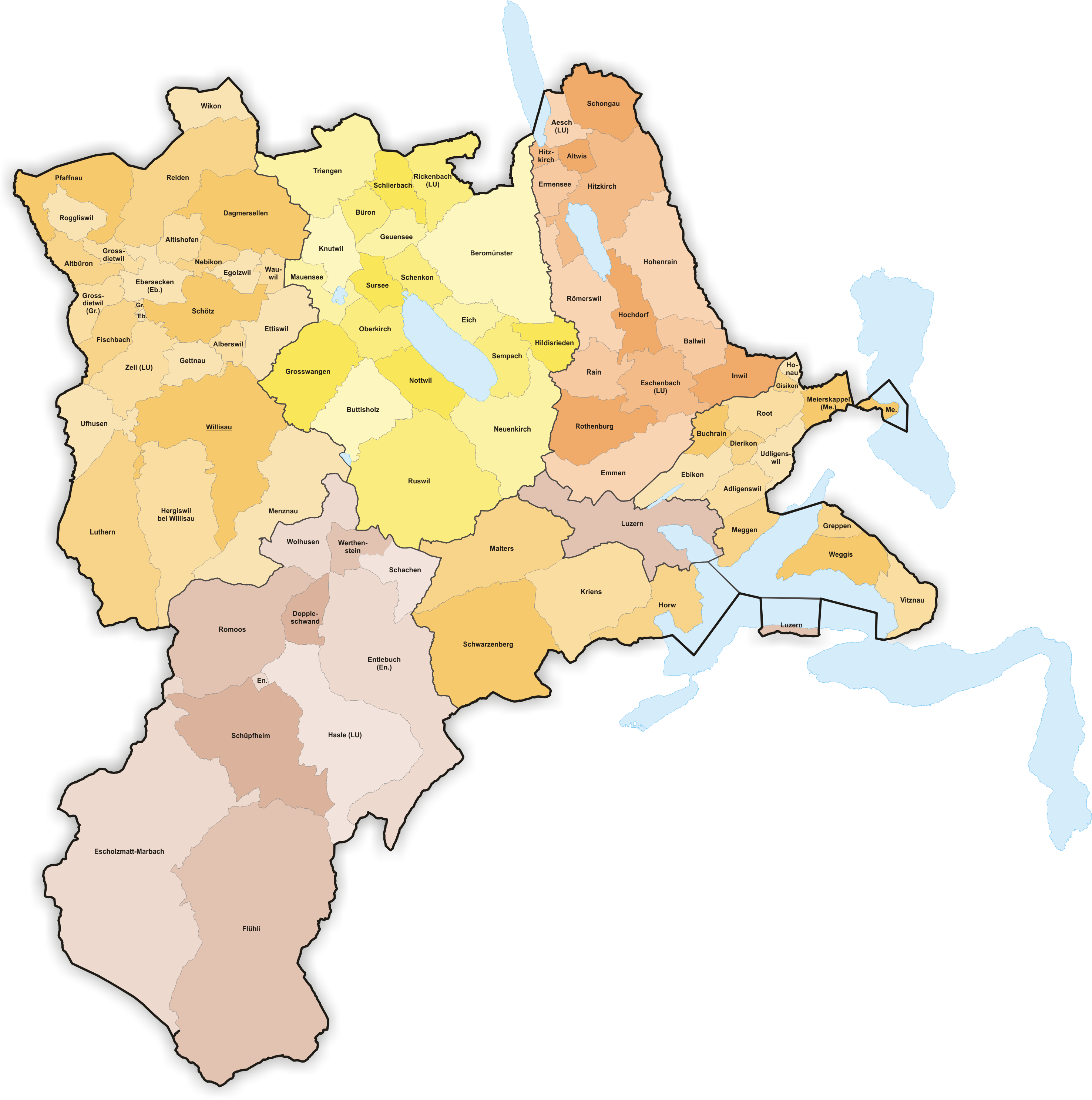
Gemeinden bis 2014
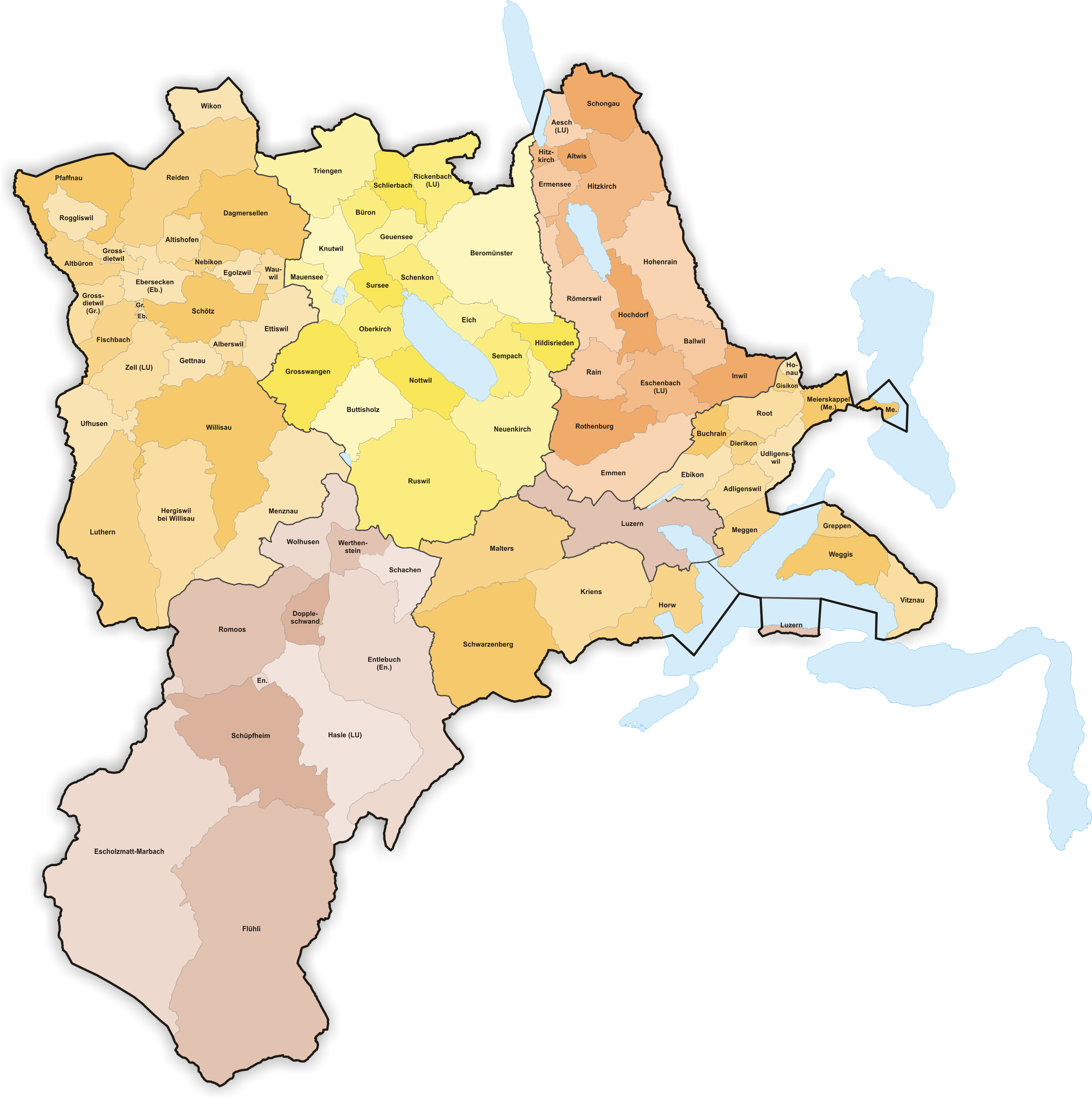
Gemeinden bis 2015
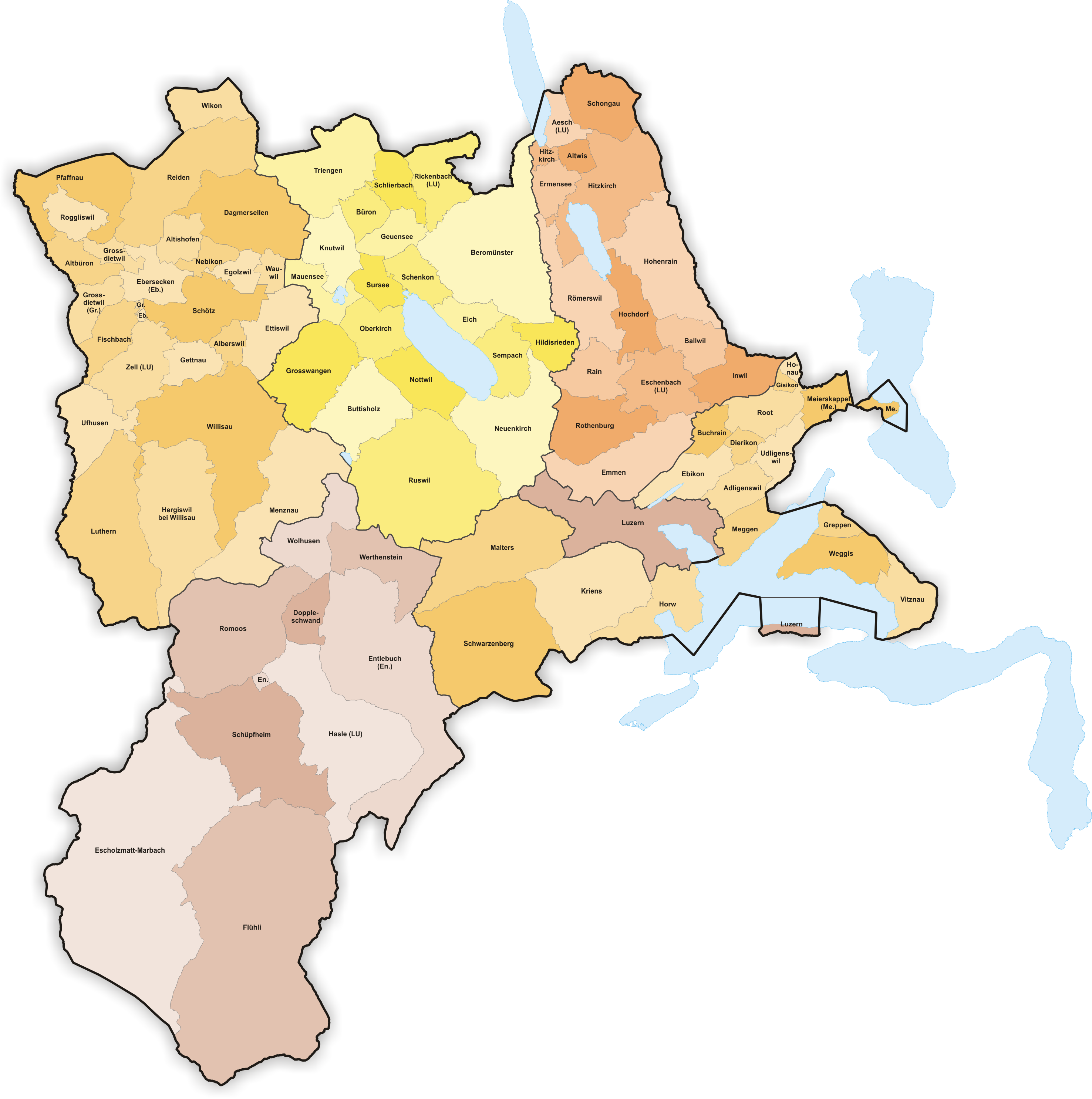
Gemeinden bis 2019
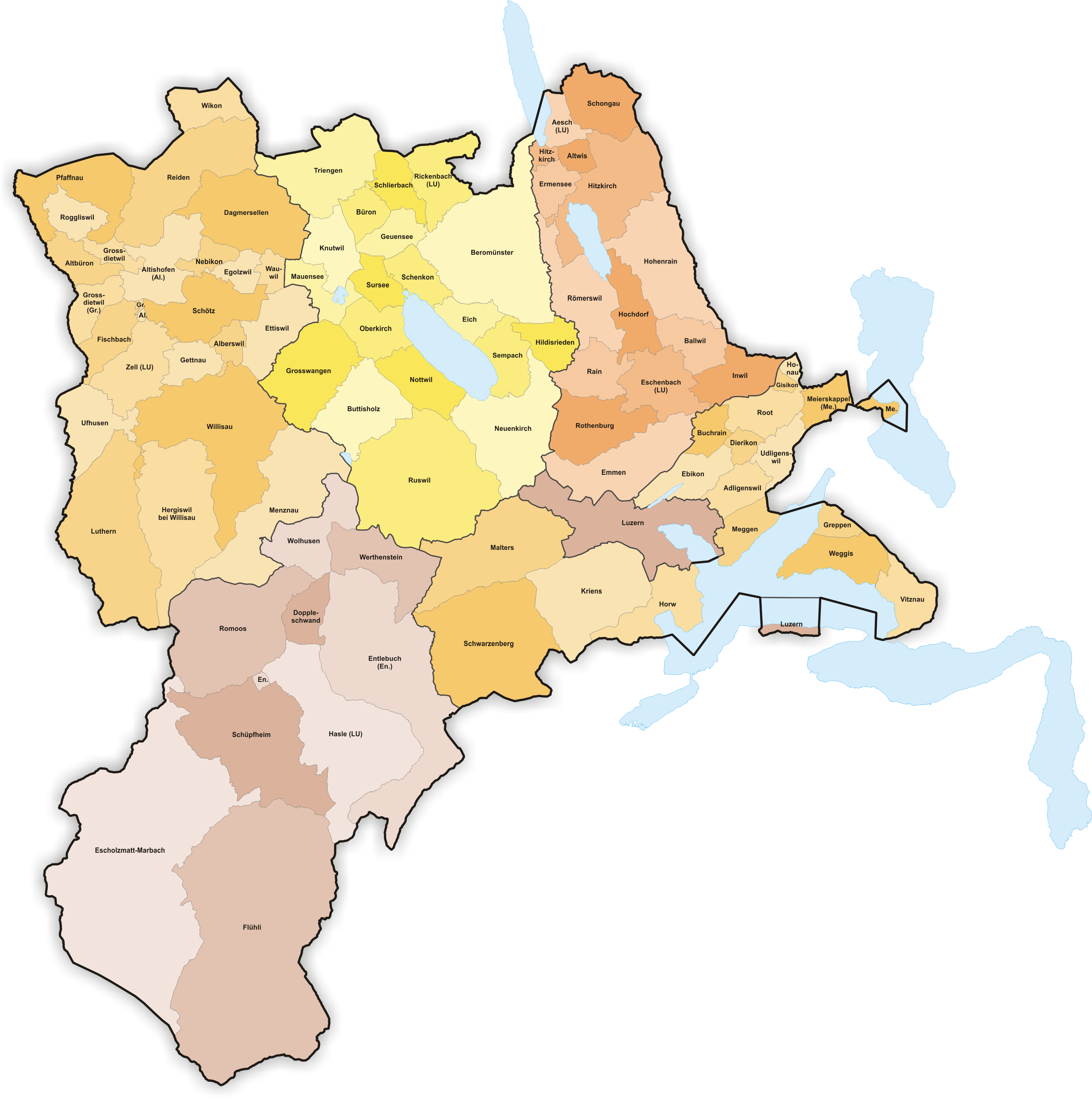
Gemeinden bis 2020
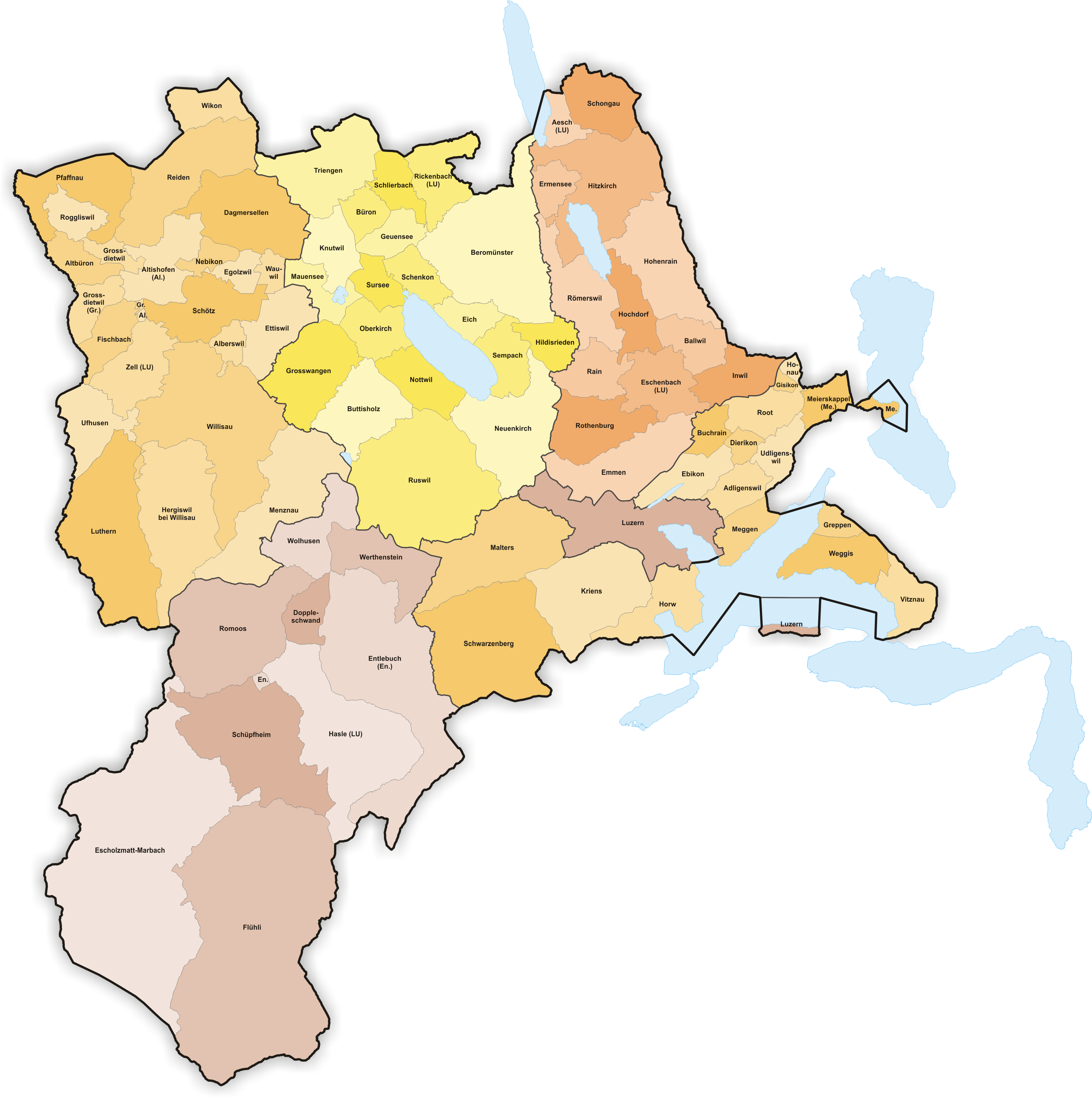
Gemeinden bis 2024

### Fusionen
- 2004:
  - Beromünster und Schwarzenbach → Beromünster

- 2005:
  - Herlisberg und Römerswil → Römerswil
  - Kulmerau, Triengen und Wilihof → Triengen

- 2006:
  - Buchs, Dagmersellen und Uffikon → Dagmersellen
  - Ettiswil und Kottwil → Ettiswil
  - Langnau bei Reiden, Reiden und Richenthal → Reiden
  - Willisau Land und Willisau Stadt → Willisau

- 2007:
  - Hohenrain und Lieli → Hohenrain

- 2009:
  - Beromünster und Gunzwil → Beromünster
  - Gelfingen, Hämikon, Hitzkirch, Mosen, Müswangen, Retschwil und Sulz → Hitzkirch
  - Triengen und Winikon → Triengen

- 2010:
  - Littau und Luzern → Luzern

- 2013:
  - Escholzmatt und Marbach LU → Escholzmatt-Marbach
  - Ohmstal und Schötz → Schötz
  - Beromünster und Neudorf LU → Beromünster
  - Pfeffikon und Rickenbach LU → Rickenbach LU

- 2020:
  - Altishofen und Ebersecken → Altishofen

- 2021:
  - Altwis und Hitzkirch → Hitzkirch
  - Gettnau und Willisau → Willisau

- 2025: 
  - Honau und Root → Root